# レッスルマニアXIX
レッスルマニアXIX（レッスルマニアナインティーン、WrestleMania XIX）は、アメリカ合衆国のプロレス団体WWEが2003年3月30日に開催した年間最大の大会およびPPVの名称である。

## 概要
- ワシントン州で開催された初のレッスルマニアであり、セーフコ・フィールドには同会場の最多観客動員である超満員の54,097人が詰め掛けた。

- リンプ・ビズキットは、上記のテーマ曲を会場で生演奏した他、第二試合に出場したジ・アンダーテイカーの入場テーマ曲 "Rollin" の生演奏も行った。

- オープニングでは歌手のアシャンティが "美しきアメリカ" を独唱した。

- キャットファイト・ガールズがゲストとして登場し、試合の合間には入場ステージ横でキャットファイトを行った。

## エピソード
- 今大会の前後のバックステージの様子がドキュメンタリーとして収録されており、翌年のレッスルマニアXXのDVD特典ディスクに収められている。ナレーションはジェシー・ベンチュラ。

- セミメインのザ・ロック対ストーン・コールド・スティーブ・オースチンはレッスルマニア史上初の3度目のカードとなった。試合前のインタビューにおいてロックはこの試合をハリウッドの映画に例え、どの作品も3作目が名作であることになぞらえ2度敗北を喫していた過去2回は「序章」とし、結末となる今回こそは自分が勝つと断言。試合は両者が互いの必殺技を使いあうといった接戦となったが、最後にピープルズ・エルボーを返されたロックがオースチンに更に追い打ちをかけるようにロックボトムを3回連続で放ち、勝利した。オースチンは事前に公にしていなかったものの、この試合が首の負傷による自身の最後の試合と考えており、これ以後も試合をしておらず2009年に正式に引退宣言をしたため、事実上この試合が引退試合となった。

- なお、オースチンは大会前日にコーヒーと栄養ドリンクの過剰摂取による心臓発作を起こし、シアトル市内の病院に搬送され、当日は病院から会場へ向かった。

- ハルク・ホーガン対ミスター・マクマホン戦は、互いの年齢に見合わぬハードコア・レスリングとなり、椅子やラダー等の凶器も用いられた。試合中盤にはスペイン語実況席に倒れているホーガンに対してマクマホンがラダー上からのレッグドロップを敢行。両者ともに顔面が血まみれの壮絶な展開となった。終盤に入ると突如ロディ・パイパーが6年ぶりにWWEに登場、マクマホンをジュニアと呼びながら蹴りつけるなどの悪態をついた後にホーガンを鉄パイプで攻撃、そのまま退場した。試合はその後マクマホンが鉄パイプを使いフォールに向かうも、ホーガンが突如立ち上がりハルクアップを開始。マクマホンを一連の流れで翻弄し、最後はレッグドロップを3回連続で放ち勝利した。

- メインイベントに出場したカートは、この時首の負傷で医者から試合を止められており、WWE上層部もクリス・ベノワを代役に立てて、レスナーとの王座決定戦を行おうとしたが、カートは拒否して試合に出場した（翌日から手術のため約1ヶ月欠場）。

- 同じくメインイベントに出場したレスナーは、試合終盤に若手時代に使用していたシューティングスタープレスを見せたが、トップロープ上で汗によって足を滑らせ、危険な形でマットに墜落してしまった。レスナーはこの事故により危うく首を骨折するところだったが、試合はそのまま続行された（この負傷のためにレスナーは翌日から一週間欠場）。

## 結果
- サンデー・ナイト・ヒート・マッチ/世界タッグ王座戦 -Sunday Night HEAT Match/World Tag Team Championship-

○ランス・ストーム&チーフ・モーリー (c) vs ケイン&ロブ・ヴァン・ダム●
- WWEクルーザー級王座戦 -WWE Cruiserweight Championship-

○マット・ハーディー (c) (w / シャノン・ムーア) vs レイ・ミステリオ●
- ハンディキャップ・マッチ -Handicap Match-

○ジ・アンダーテイカー vs ビッグ・ショー&A-トレイン●
※テイカーのパートナーのネイサン・ジョーンズが試合直前にFBIの襲撃を受け負傷したため、タッグマッチから変更。
- トリプルスレット形式WWE女子王座戦 -Triple Threat Match for the WWE Women's Championship-

●ビクトリア (c) (w / スティーブン・リチャーズ) vs ジャズ vs トリッシュ・ストラタス○
- トリプルスレット形式WWEタッグ王座戦 -Triple Threat Match for the WWE Tag Team Championship-

○チーム・アングル (シェルトン・ベンジャミン&チャーリー・ハース) (c) vs ロス・ゲレロス (エディ・ゲレロ&チャボ・ゲレロ) ● vs クリス・ベノワ&ライノ
- ○ショーン・マイケルズ vs クリス・ジェリコ●

- ピロー・ファイト -Pillow fight-

△ステイシー・キーブラー & トリー・ウィルソン vs キターナ・ベイカー & ターニャ・ボーリンガー△
- 世界ヘビー級王座戦 -World Heavyweight Championship-

○トリプルH (c) (w / リック・フレアー) vs ブッカーT●
- ストリート・ファイト・マッチ -Street Fight Match-

○ハルク・ホーガン vs ミスター・マクマホン●
- ○ザ・ロック vs "ストーンコールド" スティーブ・オースチン●

- WWE王座戦 -WWE Championship-

●カート・アングル (c) vs ブロック・レスナー○